# 威廉·达根
威廉·达根（William Dargan，1799年2月28日—1867年2月7日）是爱尔兰19世纪时最重要的一名工程师。1833年，他设计建造了爱尔兰第一条铁路，从都柏林到邓莱里。他一生中建造了超过1,300千米的铁路线，连接了爱尔兰各大城市的中心。同时他也是皇家都柏林协会的会员，并协助建起了爱尔兰国立美术馆。为了纪念他，1995年通车的贝尔法斯特达根桥、2004年通车的都柏林轻轨威廉·达根橋是以他命名。